# Amphipoea rufa-albomaculata
Amphipoea rufa-albomaculata là một loài bướm đêm trong họ Noctuidae.